# Ditrichocorycaeus africanus
Ditrichocorycaeus africanus – gatunek widłonoga z rodziny Corycaeidae. Opisał go w 1894 roku niemiecki zoolog Friedrich Dahl, nadając mu nazwę Corycaeus africanus.